# Telodorcus nitidus
Telodorcus nitidus là một loài bọ cánh cứng trong họ Lucanidae. Loài này được Kirsch mô tả khoa học năm 1877.